# Rouy (Nièvre)
Rouy és un municipi francès, al departament del Nièvre (regió de Borgonya - Franc Comtat). L'any 2007 tenia 604 habitants.

## Demografia

### Població
El 2007 la població de fet de Rouy era de 604 persones. Hi havia 261 famílies, de les quals 78 eren unipersonals (31 homes vivint sols i 47 dones vivint soles), 86 parelles sense fills, 62 parelles amb fills i 35 famílies monoparentals amb fills.
La població ha evolucionat segons el següent gràfic:

### Habitatges
El 2007 hi havia 407 habitatges, 268 eren l'habitatge principal de la família, 95 eren segones residències i 45 estaven desocupats. 396 eren cases i 12 eren apartaments. Dels 268 habitatges principals, 189 estaven ocupats pels seus propietaris, 73 estaven llogats i ocupats pels llogaters i 6 estaven cedits a títol gratuït; 5 tenien una cambra, 23 en tenien dues, 58 en tenien tres, 83 en tenien quatre i 98 en tenien cinc o més. 186 habitatges disposaven pel capbaix d'una plaça de pàrquing. A 134 habitatges hi havia un automòbil i a 93 n'hi havia dos o més.

### Piràmide de població
La piràmide de població per edats i sexe el 2009 era:
| Homes | Edats   | Dones |
| ----- | ------- | ----- |
| 0     | 95 o +  | 0     |
| 0     | 90 a 94 | 0     |
| 4     | 85 a 89 | 16    |
| 0     | 80 a 84 | 8     |
| 20    | 75 a 79 | 20    |
| 8     | 70 a 74 | 12    |
| 12    | 65 a 69 | 12    |
| 24    | 60 a 64 | 20    |
| 8     | 55 a 59 | 12    |
| 16    | 50 a 54 | 8     |
| 36    | 45 a 49 | 28    |
| 20    | 40 a 44 | 24    |
| 12    | 35 a 39 | 20    |
| 28    | 30 a 34 | 16    |
| 16    | 25 a 29 | 24    |
| 4     | 20 a 24 | 16    |
| 40    | 15 a 19 | 16    |
| 20    | 10 a 14 | 16    |
| 12    | 5 a 9   | 16    |
| 20    | 0 a 4   | 16    |

## Economia
El 2007 la població en edat de treballar era de 358 persones, 247 eren actives i 111 eren inactives. De les 247 persones actives 225 estaven ocupades (122 homes i 103 dones) i 23 estaven aturades (10 homes i 13 dones). De les 111 persones inactives 41 estaven jubilades, 24 estaven estudiant i 46 estaven classificades com a «altres inactius».

### Ingressos
El 2009 a Rouy hi havia 272 unitats fiscals que integraven 611 persones, la mediana anual d'ingressos fiscals per persona era de 15.041 €.

### Activitats econòmiques
Dels 37 establiments que hi havia el 2007, 1 era d'una empresa extractiva, 1 d'una empresa alimentària, 1 d'una empresa de fabricació d'altres productes industrials, 8 d'empreses de construcció, 7 d'empreses de comerç i reparació d'automòbils, 2 d'empreses de transport, 4 d'empreses d'hostatgeria i restauració, 1 d'una empresa financera, 2 d'empreses immobiliàries, 6 d'empreses de serveis i 4 d'empreses classificades com a «altres activitats de serveis».
Dels 10 establiments de servei als particulars que hi havia el 2009, 1 era un taller de reparació d'automòbils i de material agrícola, 2 paletes, 2 fusteries, 2 lampisteries, 1 electricista i 2 restaurants.
Dels 3 establiments comercials que hi havia el 2009, 1 era una botiga de més de 120 m², 1 una botiga de menys de 120 m² i 1 una llibreria.
L'any 2000 a Rouy hi havia 22 explotacions agrícoles que ocupaven un total de 2.196 hectàrees.

## Equipaments sanitaris i escolars
El 2009 hi havia una escola elemental integrada dins d'un grup escolar amb les comunes properes formant una escola dispersa.

## Poblacions properes
El següent diagrama mostra les poblacions més properes.